# Сіонъ, Церковь, Школа
«Сіонъ, Церковь, Школа» — двотижневий популярний додаток до урядового «Вѣстника для Русиновъ Австрійской Державы», виходив у Відні 1858 — 1859 років. Містив церковні поучення, оповідання, вірші й статті на культурно-освітні та актуальні теми. Видавець і редактор В. Зборовський. Вийшли 53 числа.